# Лайонс (Вісконсин)
Лайонс (англ. Lyons) — місто (англ. town) в США, в окрузі Волворт штату Вісконсин. Населення — 3648 осіб (2020).

## Демографія
Згідно з переписом 2010 року, у місті мешкало 3698 осіб у 1410 домогосподарствах у складі 1027 родин. Було 1533 помешкання
Расовий склад населення:
| - 95,8 % — білих - 0,6 % — азіатів - 0,3 % — корінних американців - 0,3 % — чорних або афроамериканців - 1,9 % — осіб інших рас |

До двох чи більше рас належало 1,1 %. Частка іспаномовних становила 4,3 % від усіх жителів.
За віковим діапазоном населення розподілялося таким чином: 23,9 % — особи молодші 18 років, 60,4 % — особи у віці 18—64 років, 15,7 % — особи у віці 65 років та старші. Медіана віку мешканця становила 43,7 року. На 100 осіб жіночої статі у місті припадало 104,2 чоловіків;  на 100 жінок у віці від 18 років та старших — 102,2 чоловіків також старших 18 років.
Середній дохід на одне домашнє господарство  становив 96 103 долари США (медіана — 75 109), а середній дохід на одну сім'ю — 109 937 доларів (медіана — 98 365). Медіана доходів становила 54 583 долари для чоловіків та 39 722 долари для жінок. За межею бідності перебувало 9,2 % осіб, у тому числі 8,9 % дітей у віці до 18 років та 6,5 % осіб у віці 65 років та старших.
Цивільне працевлаштоване населення становило 2066 осіб. Основні галузі зайнятості: виробництво — 22,5 %, освіта, охорона здоров'я та соціальна допомога — 15,3 %, будівництво — 12,4 %, роздрібна торгівля — 11,3 %.